# Wjatscheslaw Petrowitsch Wedenin
Wjatscheslaw Petrowitsch Wedenin (russisch Вячеслав Петрович Веденин; * 1. Oktober 1941 in Sloboda, Oblast Tula; † 22. Oktober 2021) war ein sowjetischer Skilangläufer, der in den späten 1960er und frühen 1970er Jahren aktiv war.

## Werdegang
Wedenin trat international erstmals bei den Weltmeisterschaften 1966 in Oslo in Erscheinung. Dort wurde er Achter über 15 km, Sechster über 50 km und Fünfter mit der Staffel. Im folgenden Jahr errang er bei den Svenska Skidspelen den dritten Platz mit der Staffel. Bei den Olympischen Winterspielen 1968 in Grenoble gewann er die Silbermedaille über 50 km. Zudem belegte er den 14. Platz über 30 km und den vierten Rang mit der Staffel.  Im März 1969 siegte er bei den Lahti Ski Games über 50 km und errang zudem den zweiten Platz im 15-km-Lauf. Weitere Erfolge feierte Wedenin bei den Weltmeisterschaften 1970 in Štrbské Pleso, als er zwei goldene und eine silberne Medaille gewann. Im Jahr 1971 kam er bei den Svenska Skidspelen auf den zweiten Platz mit der Staffel und bei den Lahti Ski Games auf den zweiten Rang über 50 km.
Während der Eröffnungsfeier der Winterspiele 1972 in Sapporo war Wedenin sowjetischer Fahnenträger. Er gewann dort sowohl über 30 Kilometer als auch mit der sowjetischen Staffel die Goldmedaille. Zudem belegte er beim 50-Kilometer-Lauf den dritten Platz. Im Staffelrennen war er als Schlussläufer mit über einer Minute Rückstand ins Rennen gegangen, bis dahin hatte noch nie jemand so viel Zeit aufgeholt. Sein Sieg über 30 Kilometer war der erste sowjetische in einem Einzelrennen. Bei den Svenska Skidspelen 1972 in Lycksele siegte er mit der Staffel und errang zudem den dritten Platz im 30-km-Lauf. Im folgenden Jahr wurde er bei den Svenska Skidspelen Dritter mit der Staffel. Bei den sowjetischen Meisterschaften siegte Wedenin sechsmal mit der Staffel (1966, 1968–1970, 1972, 1973), viermal über 50 km (1967–1969, 1972), zweimal über 70 km (1969, 1970) und einmal über 15 km (1969). 1970 wurde er mit dem Orden des Roten Banners der Arbeit ausgezeichnet, 1972 mit dem Leninorden.